# Billy Sjur Ohlsen
Billy Sjur Ohlsen (født 24. oktober 1934, død 7. februar 2022) var en dansk billedkunstner.

## Eksterne hevnisninger
- Billy Sjur Ohlsens hjemmeside Arkiveret 29. juni 2007 hos  Wayback Machine